# GO d'Andròmeda
GO d'Andròmeda (GO Andromedae) és un estel variable en la constel·lació d'Andròmeda. De magnitud aparent mitjana +6,13, s'hi troba a 296 anys llum de distància del Sistema Solar.
GO d'Andròmeda és un estel blanc de la seqüència principal de tipus espectral A0p, on la «p» indica que és un estel peculiar, en el sentit que el seu contingut superficial en metalls és anòmal. És un estel amb línies febles d'heli i amb línies fortes de crom, estronci i europi. Té una temperatura efectiva de 9.977 K i una lluminositat 32 vegades major que la lluminositat solar. Amb una massa de 2,29 masses solars, la seva edat s'estima en només 182 milions d'anys. El seu radi és 2,6 vegades més gran que el del Sol i gira sobre si mateixa amb una velocitat de rotació projectada de 42 km/s.
GO d'Andròmeda està catalogada com una variable Alpha² Canum Venaticorum la lluentor de la qual oscil·la 0,03 magnituds al llarg d'un període de 2,156 dies. Alioth (ε Ursae Majoris) és la més brillant d'aquesta classe de variables.